# 10000 شجرة للوادي الأحمر
10000 شجرة للوادي الأحمر هي منظمة بيئية غير ربحية تزرع الأشجار في منطقة تورونتو. وهي مجموعة من المتطوعين تكرس نفسها لمساعدة البيئة، كما أنها أعادت أكثر من 100 فدان (0.40 كم مربع) من الأراضي الهشة في مستجمعات المياه بمساعدة الأفراد والأسر والحكومات وجماعات المجتمع، منذ عام 1990.